# 西五所
西五所（にしごしょ）は、千葉県市原市の市原地区にある大字。郵便番号は290-0065。

## 概要
市原市最北部にある市原地区の西部に位置する。

## 地理
北は五所、東は東五所、南は西野谷、西は君塚と接する。

## 歴史

### 沿革
1980年（昭和55年）3月18日 - 五所第二土地区画整理事業換地処分に伴って大字「西五所」設置。

## 世帯数と人口
2022年（令和4年）4月1日現在の世帯数と人口は以下の通りである。
| 町丁字 | 世帯数  | 人口    |
| ------ | ------- | ------- |
| 西五所 | 903世帯 | 1,599人 |

## 通学区域
市立小学校・市立中学校及び県立高等学校の通学区域は以下の通りである。
| 町丁字 | 区域 | 小学校             | 中学校             | 県立高校 |
| ------ | ---- | ------------------ | ------------------ | -------- |
| 西五所 | 一部 | 市原市立五所小学校 | 市原市立八幡中学校 | 第9学区  |
| 西五所 | 一部 | 市原市立白金小学校 | 市原市立若葉中学校 | 第9学区  |